# François Labonté
Pour les articles homonymes, voir Labonté.
François Labonté est un réalisateur, monteur, producteur et scénariste canadien né en 1949 à Robertsonville (Canada).

## Biographie
- François Labonté entreprend sa carrière comme assistant-monteur à l’Office national du film. Il assiste Werner Nold au montage du long métrage, Le Temps d’une chasse de Francis Mankiewicz. Puis, après avoir travaillé comme assistant-réalisateur sur plusieurs films, dont le long métrage Ti-cul Tougas de Jean-Guy Noël, en 1975, il produit et réalise un court métrage pour enfants, Babiole.

- En 1976, il revient au montage et assiste Werner Nold au montage du documentaire Les Jeux de la XXIe Olympiade produit par l’ONF et réalisé par Jean-Claude Labrecque, ainsi que Jean Beaudin, Marcel Carrière et Georges Dufaux.

- En 1979, après avoir réalisé un documentaire produit par l’ONF, Samedi Soir, il crée sa propre maison de production avec laquelle il produit et réalise un premier long métrage, Le Château de cartes.

- En 1983, il participe à la fondation d’une nouvelle compagnie, les Films Vision 4 inc. et, en collaboration avec Claude Bonin, produit Les Années de rêves de Jean-Claude Labrecque, long métrage sélectionné par le festival de Cannes.

- À partir de 1986, il se consacre surtout à la scénarisation et à la réalisation de longs métrages pour les salles, ainsi que de mini-séries pour la télévision. Il tourne au Canada, en France, à Cuba et en Amérique du Sud.

- Depuis quelques années, il collabore activement avec différents historiens. Particulièrement à la publication de recueils de documents originaux, à l’élaboration d’une importante base de données sur la famille Papineau, ainsi qu’à la rédaction de conférences/théâtre dans le cadre du Tribunal de l’Histoire, produit par la Commission de la Capitale nationale.

## Filmographie

### comme réalisateur
- 1975 : Babiole
- 1978 : Samedi soir
- 1980 : Le Château de cartes
- 1982 : Réveillon
- 1986 : Henri
- 1987 : Traquenards (série télévisée)
- 1988 : Gaspard et fil$
- 1989 : The Light Brigade (TV)
- 1990 : Manuel, le fils emprunté
- 1992 : Bombardier (feuilleton TV)
- 1993 : Les Marchands du silence (Rendez-moi mon enfant) (TV)
- 1994 : Alys Robi (série télévisée)
- 1997 : Les Bâtisseurs d'eau (série télévisée)

### comme monteur
- 1974 : Ping-pong
- 1975 : Babiole
- 1980 : Le Château de cartes
- 1980 : De grâce et d'embarras
- 1982 : Les Traces d'un homme (TV)
- 1984 : Les Années de rêves

### comme producteur
- 1975 : Babiole
- 1980 : Le Château de cartes
- 1984 : Les Années de rêves

### comme scénariste
- 1982 : Réveillon (TV)
- 1993 : Les Marchands du silence (Rendez-moi mon enfant) (TV)
- 1997 : Les Bâtisseurs d'eau (TV)

## Récompenses et nominations

### Récompenses
- 1992 : prix Lumières